# Лесные пожары в Израиле (2010)

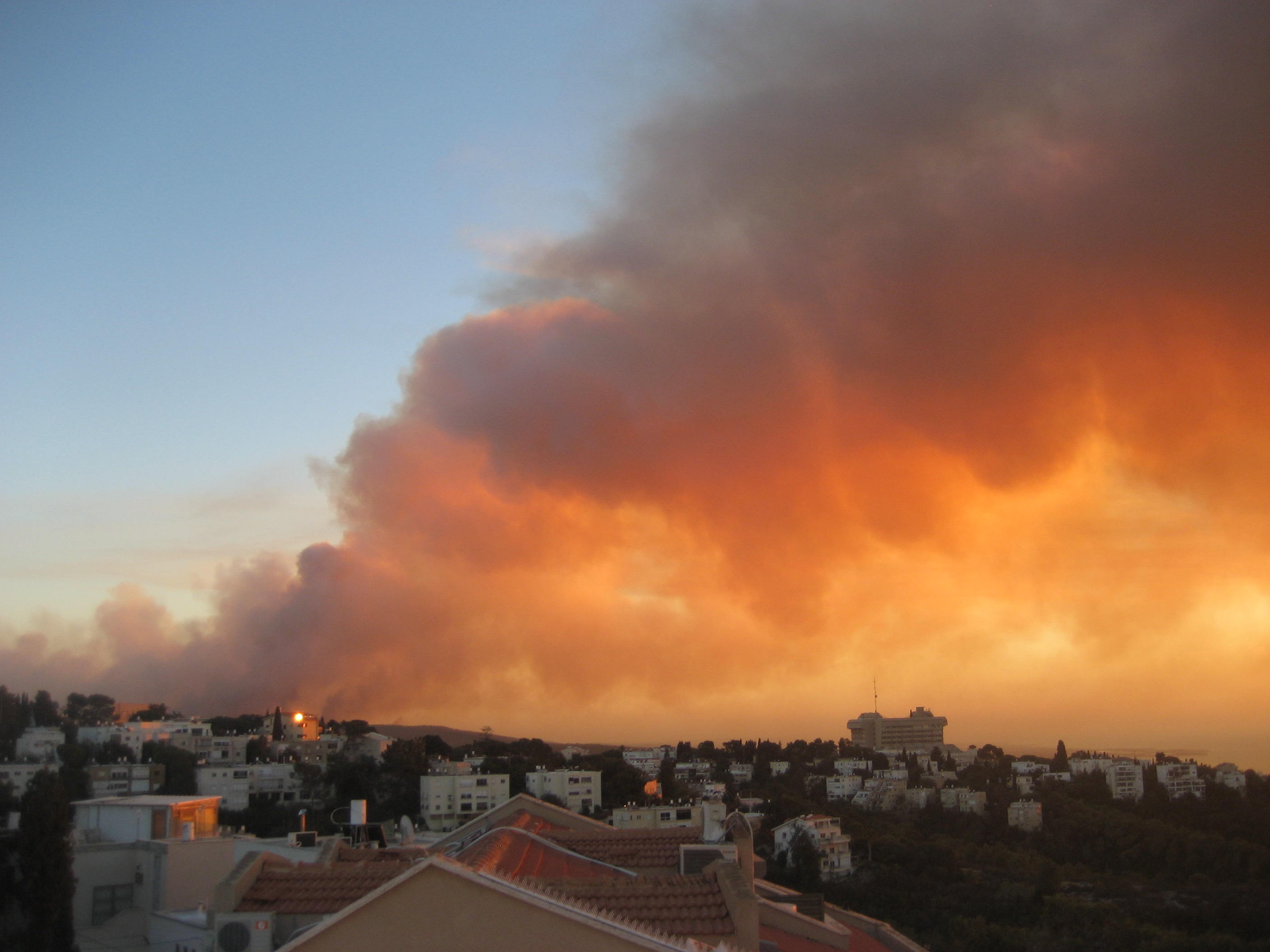
722 Большой пожар в Carmel Park — 10.2010

Лесные пожары в Израиле — пожары на севере Израиля в декабре 2010 года из-за засухи и невыпадения зимних осадков.

## История
Пожары начались на горе Кармель 2 декабря примерно в 11:00 по местному времени. Быстро распространившись, они окружили село Исфия и приблизились к Хайфе. Было объявлено о массовой эвакуации населенных пунктов, находящихся в непосредственной опасности. Была произведена эвакуация заключенных из тюрьмы «Дамун», находящейся в районе пожара. В процессе эвакуации автобус с курсантами Управления тюрем, высланными на подкрепление, попал в огненную ловушку рядом с кибуцем Бейт-Орен, и большая часть пассажиров автобуса (37 человек) погибла. Вечером того же дня были эвакуированы тюрьма «Кармель», армейская «Тюрьма шесть» и психиатрическая больница «Тират а-кармель». Общее число жертв пожара достигло 44 человека. 17 тыс. жителей было эвакуировано.
Трёх курсантов спас фотограф Рони Софер, который посадил их в свою машину и успел вывести её из огня.

## Обращение за помощью
Не справляясь своими силами, правительство Израиля обратилось с просьбой оказания международной помощи, на которую откликнулись следующие страны и территории(в алфавитном порядке):
| Австралия      | Египет   | Палестинская автономия    |           |
| Азербайджан    | Иордания | Россия                    | Франция   |
| Болгария       | Испания  | Румыния                   | Хорватия  |
| Великобритания | Италия   | Соединённые Штаты Америки | Чехия     |
| Греция         | Кипр     | Турция                    | Швейцария |

## Пострадавшие
В пожаре пострадала начальник полиции Хайфы полковник Аува Томер. В критическом состоянии она была доставлена в больницу «Рамбам», где впоследствии скончалась 6 декабря. Посмертно ей было присвоено звание бригадного генерала.
Всего погибло 44 человека, большинство из которых — курсанты офицерских курсов Службы тюрем.

## Последствия
Депутат кнессета Аюб Кара предложил казнить предполагаемых пожигателей. Пожары выявили нехватку и неукомплектованность техникой пожарной службы.
В начале января министр внутренних дел Эли Ишай обвинил погибшую Ауву Томер, что именно она отдала приказ направить автобус по данному маршруту, где он попал в огненную ловушку. «Гражданский» муж Аувы Томер Дани Розен и ряд родственников погибших устроили Ишаю обструкцию на церемонии памяти погибших и вынудили его покинуть мероприятие. 9 января 2011 года Дани Розен подал иск к Эли Ишаю на сумму 2 млн шекелей за причинённый моральный вред.
Правительство Израиля выделило на пожарную охрану дополнительно 350 млн шекелей и планирует закупить в Канаде пожарные самолёты.